# 26 de setembro
26 de setembro é o 269.º dia do ano no calendário gregoriano (270.º em anos bissextos). Faltam 96 dias para acabar o ano.

## Eventos históricos

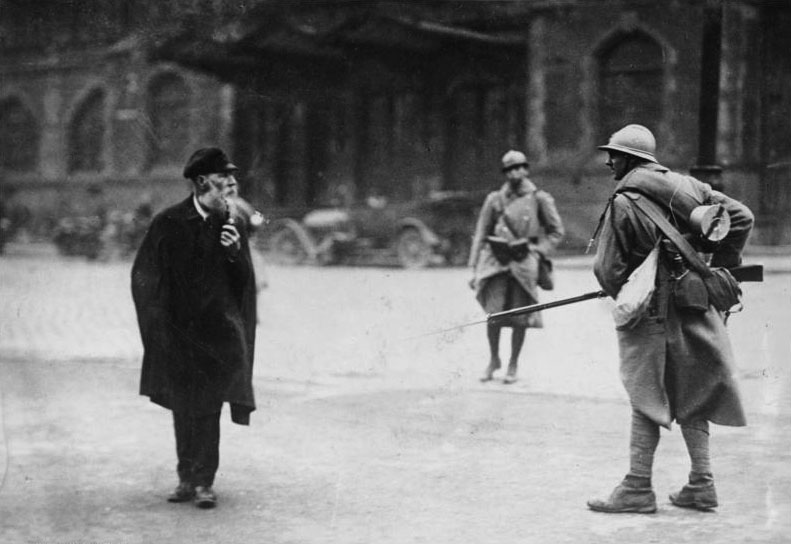
1923: Ocupação do Ruhr

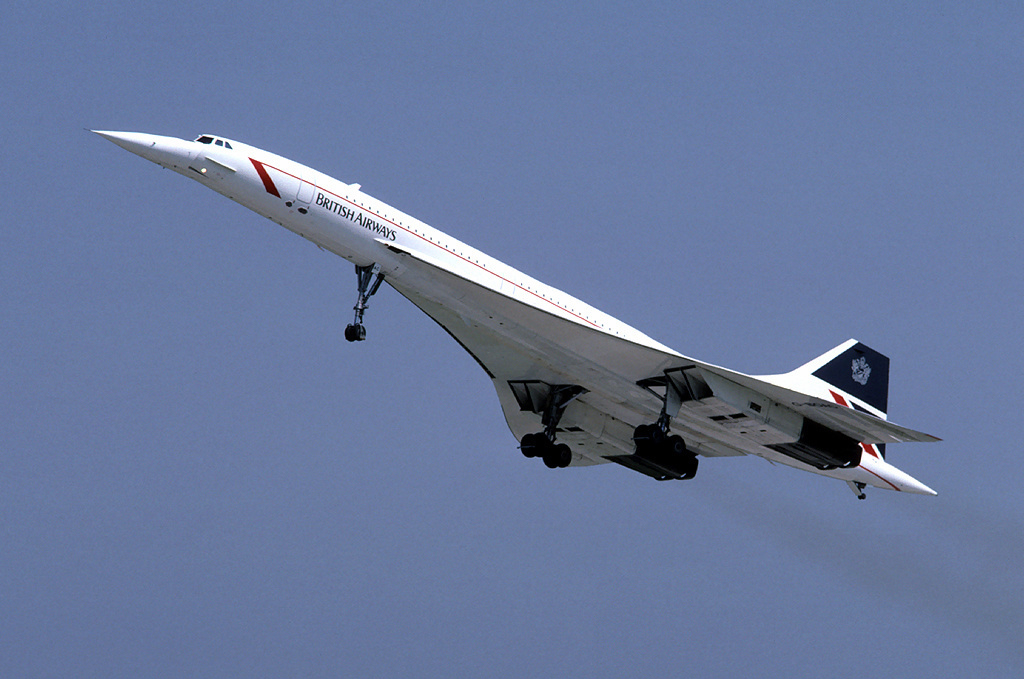
1973: O Concorde

- 46 a.C. — Júlio César dedica um templo a Vênus Genetrix, cumprindo um voto que fez na Batalha de Farsalos.
- 0715 — Ragenfrido derrota Teodoaldo na Batalha de Compiègne.
- 1087 — Guilherme II é coroado rei da Inglaterra, e reina até 1100.
- 1212 — A Bula Dourada da Sicília é emitida para confirmar o título real hereditário na Boêmia para a dinastia Premíslida.
- 1371 — Guerras sérvio-turcas: os turcos otomanos lutam contra um exército sérvio na Batalha de Maritsa.
- 1493 — O Papa Alexandre VI emite a bula papal Dudum siquidem aos espanhóis, estendendo a concessão de novas terras que fez em Inter cætera.
- 1580 — Francis Drake encerra sua circum-navegação da Terra.
- 1688 — O conselho da cidade de Amsterdã vota a favor da invasão da Inglaterra por Guilherme de Orange, que se tornou a Revolução Gloriosa.
- 1777 — Revolução Americana: tropas britânicas ocupam a Filadélfia.
- 1789 — George Washington nomeia o primeiro Gabinete dos Estados Unidos.
- 1810 — Um novo Ato de Sucessão à Coroa Sueca é adotado pelo Riksdag dos Estados, e Jean Baptiste Bernadotte se torna herdeiro do trono sueco.
- 1905 — Albert Einstein publica o terceiro de seus artigos do Annus Mirabilis, introduzindo a teoria da relatividade especial.
- 1907 — Independência da Nova Zelândia.
- 1918 — Primeira Guerra Mundial: início da Ofensiva Meuse-Argonne, que duraria até a rendição total das forças alemãs.
- 1923 — O governo alemão aceita a Ocupação do Ruhr.
- 1934 — É lançado o transatlântico RMS Queen Mary.
- 1942 — Holocausto: O alto funcionário da SS August Frank emite um memorando detalhando como os judeus deveriam ser "evacuados".
- 1950 — Guerra da Coreia: Tropas das Nações Unidas recapturam Seul das forças norte-coreanas.
- 1954 — A balsa ferroviária japonesa Tōya Maru afunda durante um tufão no estreito de Tsugaru, Japão, matando 1 172 pessoas.
- 1959 — O tufão Vera, o tufão mais forte a atingir o Japão na história registrada, atinge o continente, matando 4 580 pessoas e deixando quase 1,6 milhão de desabrigados.
- 1969 — É lançado Abbey Road, último álbum gravado pelos Beatles.
- 1973 — O Concorde faz sua primeira travessia ininterrupta do Atlântico em um tempo recorde.
- 1977 — A Usina Nuclear de Chernobil é aberta para uso oficial, a primeira usina nuclear da (então) SSR ucraniana.
- 1980 — No ataque terrorista da Oktoberfest em Munique, 13 pessoas morrem e 211 ficam feridas.[1]
- 1983 — O oficial da Força Aérea Soviética Stanislav Petrov evita início de conflito nuclear com os Estados Unidos.
- 1984 — O Reino Unido e a China concordam com a transferência da soberania de Hong Kong, a ser realizada em 1997.
- 1992 — Um Lockheed C-130 Hércules da Força Aérea da Nigéria cai em Ejigbo, Lagos, matando 159 pessoas.
- 1993 — Entra em órbita o PoSAT-1, primeiro satélite português.
- 1997 — Um Airbus A300 da Garuda Indonesia cai perto do aeroporto de Medan, matando 234 pessoas.
- 2000 — Protestos antiglobalização em Praga (cerca de 20 000 manifestantes) tornam-se violentos durante as cúpulas do FMI e do Banco Mundial.
- 2002 — A balsa senegalesa superlotada, MV Le Joola, vira na costa da Gâmbia matando mais de 1 800 pessoas.
- 2008 — O piloto e inventor suíço Yves Rossy torna-se a primeira pessoa a pilotar uma asa movida a motor a jato através do Canal da Mancha.
- 2009 — O tufão Ketsana atinge as Filipinas, China, Vietnã, Camboja, Laos e Tailândia, causando 700 mortes.
- 2014 — Um sequestro em massa ocorre em Iguala, México.
- 2017 — Toma posse em Angola o presidente João Lourenço.
- 2022 — Sonda espacial da NASA colide intencionalmente contra o asteroide Dimorphos, a fim de mudar sua trajetória.[2]
- 2024 — Inundações no Nepal deixam mais de 200 mortos, incluindo 37 na capital do país, Catmandu.

## Nascimentos

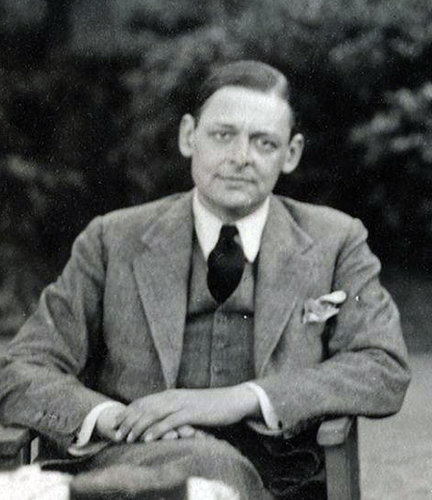
T. S. Eliot

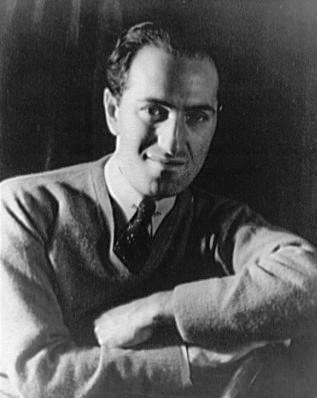
George Gershwin

Luis Fernando Verissimo

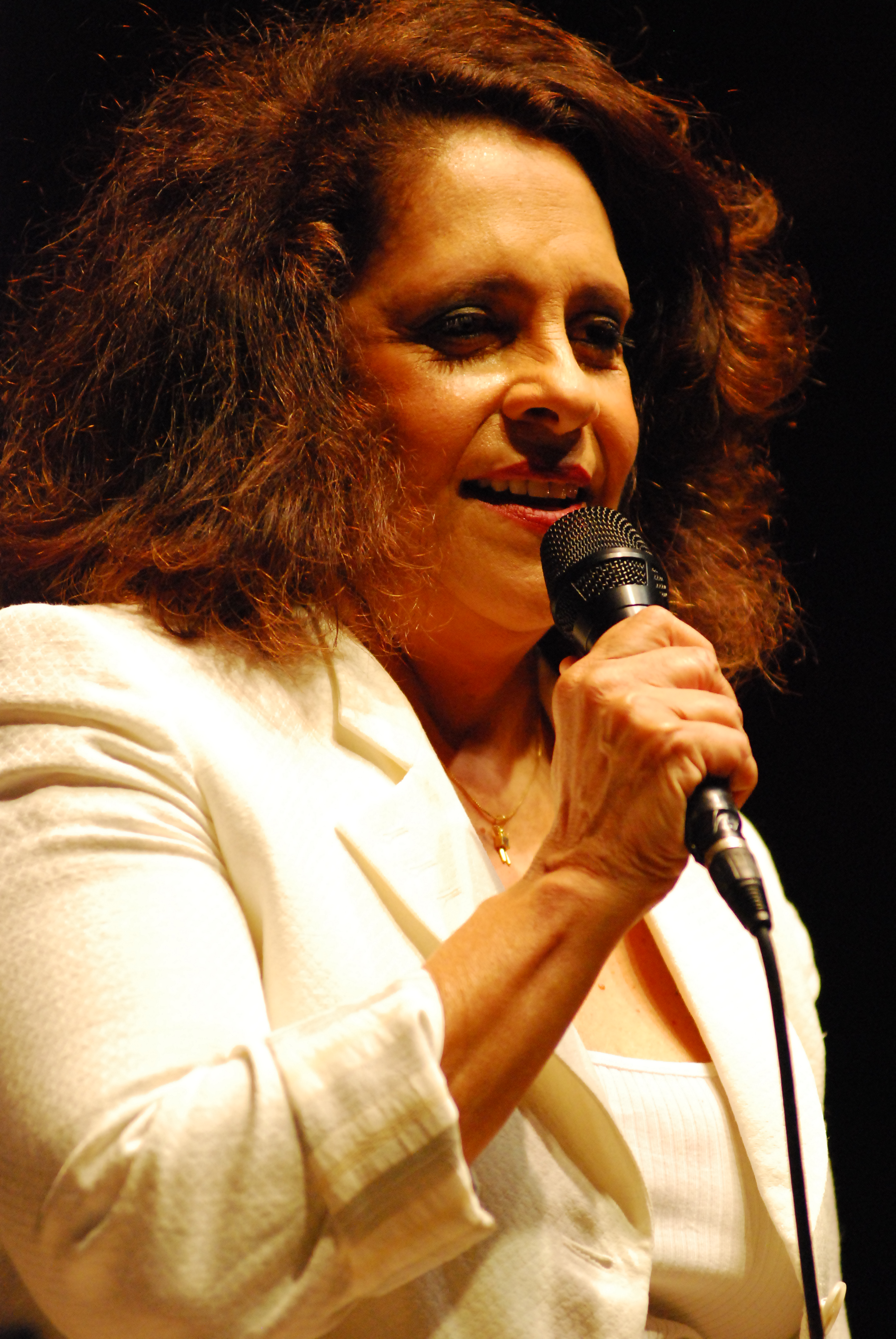
Gal Costa

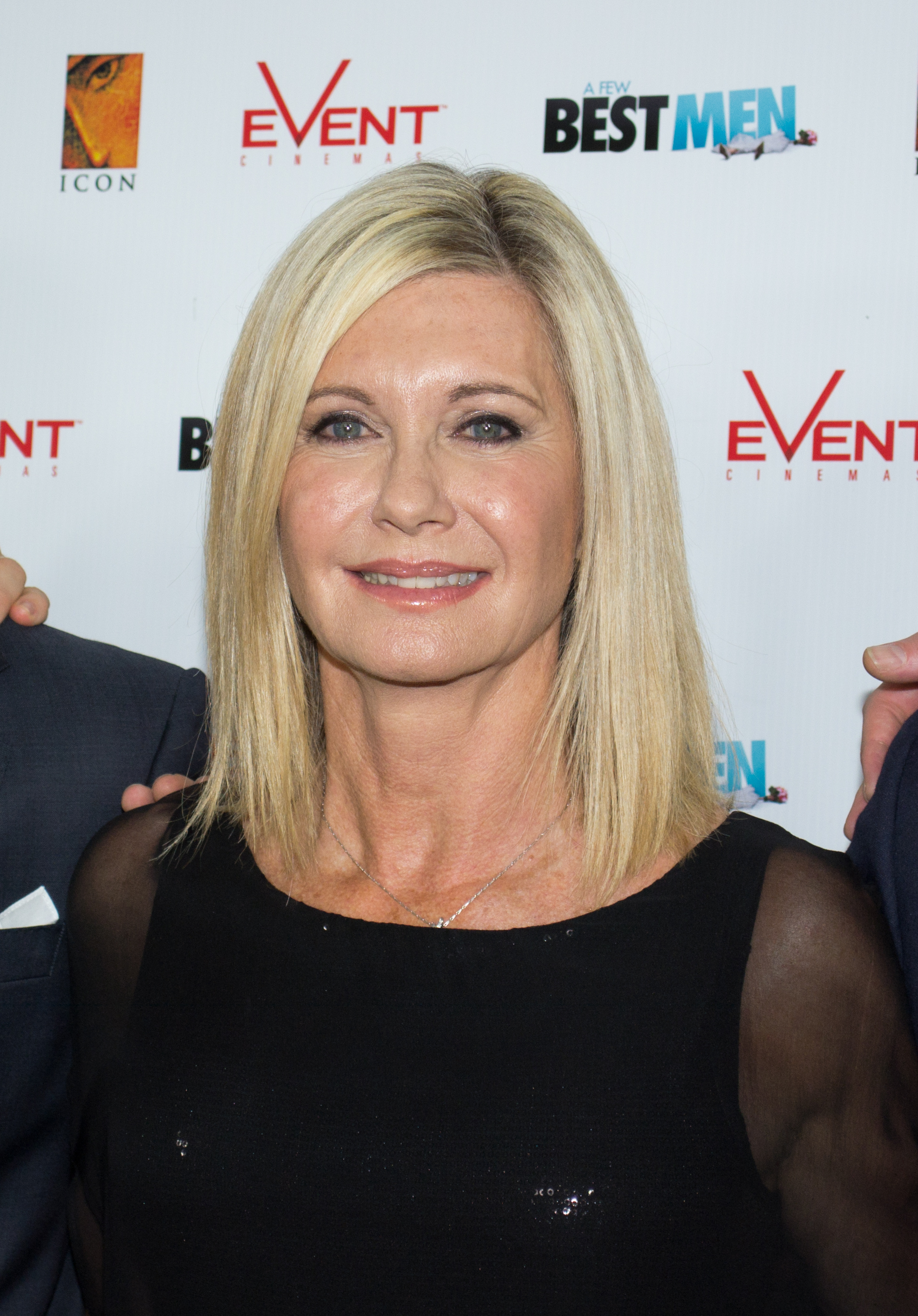
Olivia Newton-John

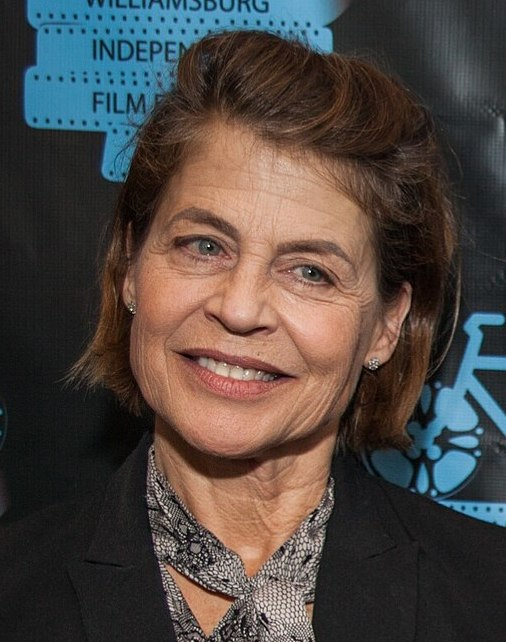
Linda Hamilton

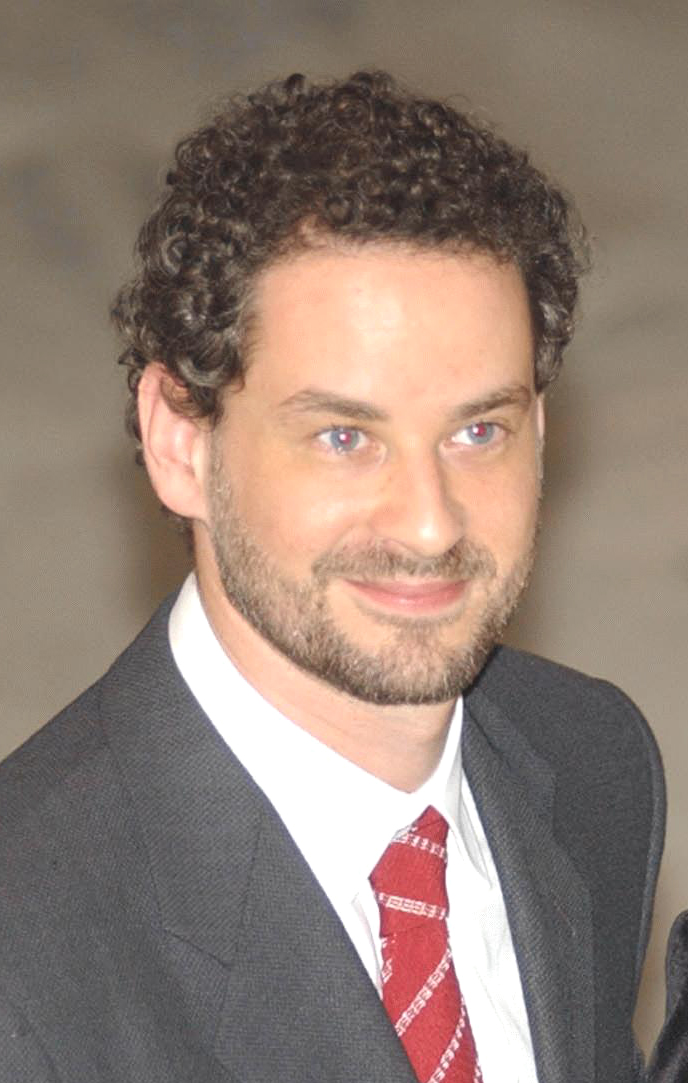
Dan Stulbach

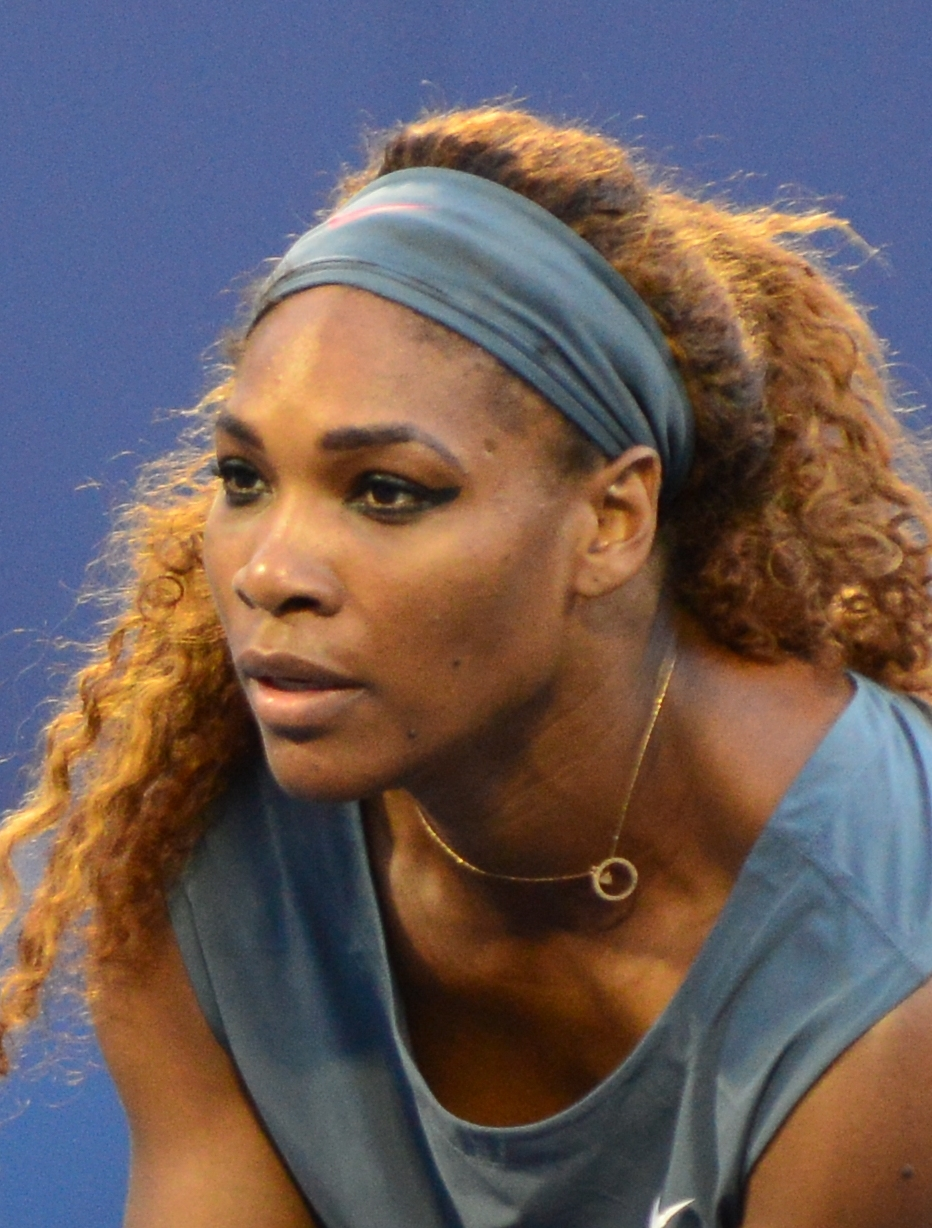
Serena Williams

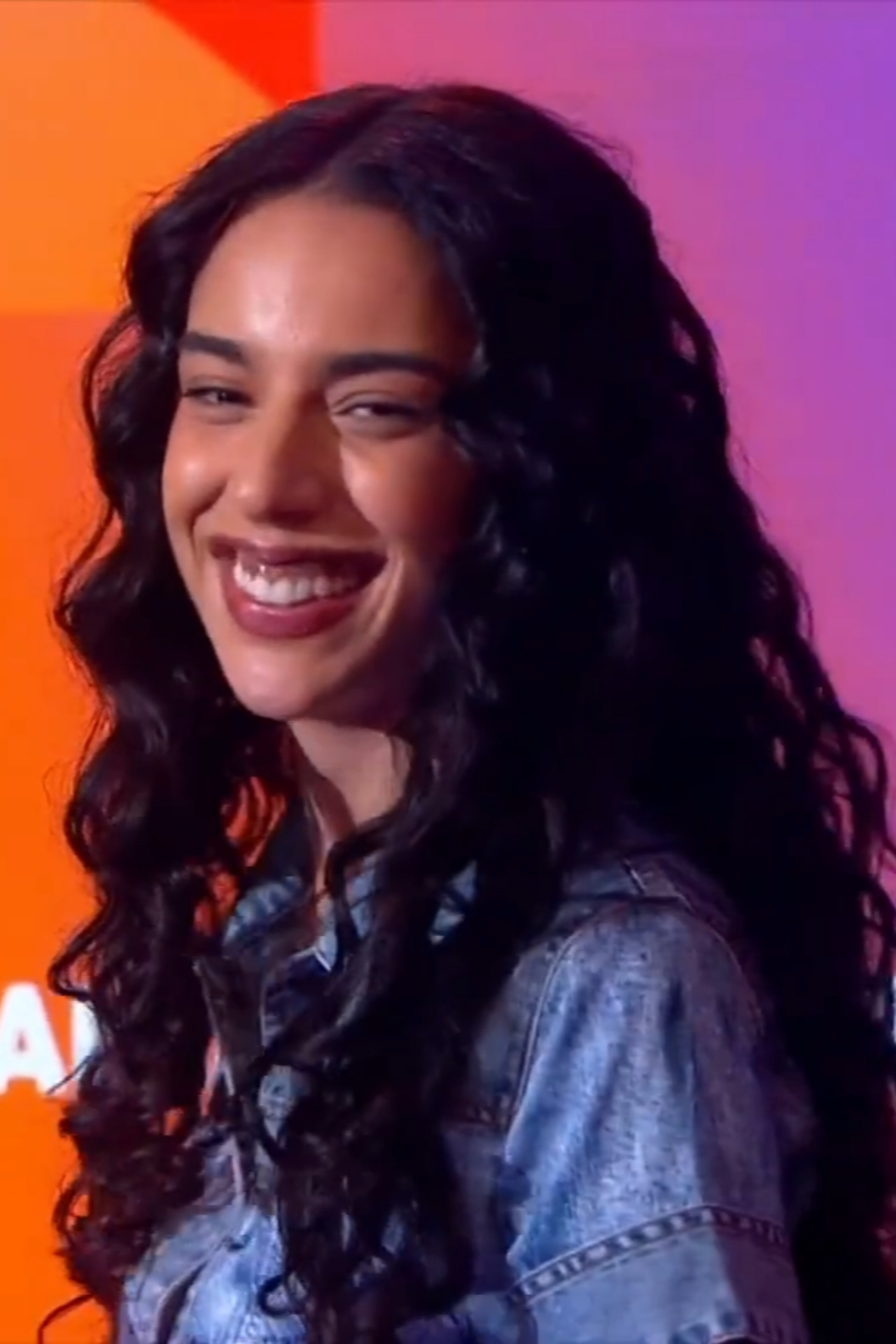
Marina Sena

### Anterior ao século XIX
- 1329 — Ana da Baviera, rainha da Germânia e Boêmia (m. 1353).
- 1462 — Engelberto de Cleves, Conde de Nevers (m. 1506).
- 1526 — Wolfgang do Palatinado-Zweibrücken (m. 1569).
- 1791 — Théodore Géricault, pintor e litógrafo francês (m. 1824).
- 1795 — Bernardo de Sá Nogueira de Figueiredo, político português (m. 1876).

### Século XIX
- 1867 — Winsor McCay, cartunista e animador norte-americano (m. 1934).
- 1870 — Cristiano X da Dinamarca (m. 1947).
- 1872 — Max Ehrmann, poeta e jurista norte-americano (m. 1945).
- 1874 — Lewis Hine, fotógrafo e ativista norte-americano (m. 1940).
- 1875 — Edmund Gwenn, ator e cantor britânico (m. 1959).
- 1886 — Archibald Vivian Hill, fisiologista britânico (m. 1977).
- 1887
  - Antonio Moreno, ator e cineasta hispano-americano (m. 1967).
  - Barnes Wallis, cientista e inventor britânico (m. 1979).
- 1888 — T. S. Eliot, poeta modernista, dramaturgo e crítico literário britânico-estado-unidense (m. 1965).
- 1889 — Martin Heidegger, filósofo alemão (m. 1976).
- 1892 — Robert Staughton Lynd, sociólogo norte-americano (m. 1970).
- 1895
  - Jürgen Stroop, oficial alemão (m. 1952).
  - Oskar Dirlewanger, oficial alemão (m. 1945).
- 1896 — José Domingo Molina Gómez, militar e político argentino (m. 1969).
- 1897 — Papa Paulo VI (m. 1978).
- 1898 — George Gershwin, compositor norte-americano (m. 1937).

### Século XX

#### 1901–1950
- 1901 — George Raft, ator, cantor e bailarino norte-americano (m. 1980).
- 1905
  - Karl Rappan, futebolista e treinador de futebol austríaco (m. 1996).
  - Max Bulla, ciclista austríaco (m. 1990).
- 1907 — Frans Bonduel, ciclista belga (m. 1998).
- 1909
  - Geraldo de Proença Sigaud, bispo brasileiro (m. 1999).
  - Leonard Sachs, ator sul-africano (m. 1990).
- 1910 — Alexandru Cuedan, futebolista romeno (m. 1976).
- 1917 — Tran Duc Thao, filósofo vietnamita (m. 1993).
- 1919
  - Matilde Camus, poeta e escritora espanhola (m. 2012).
  - Ezio Loik, futebolista italiano (m. 1949).
- 1921 — Carlos Zéfiro, desenhista brasileiro (m. 1992).
- 1923 — Dev Anand, ator, diretor e produtor de cinema indiano (m. 2011).
- 1926 — Julie London, atriz e cantora norte-americana (m. 2000).
- 1927
  - Enzo Bearzot, treinador de futebol italiano (m. 2010).
  - Romano Mussolini, músico, pintor e produtor de cinema italiano (m. 2006).
- 1929 — Turíbio Ruiz, ator, dublador e apresentador brasileiro (m. 2020).
- 1930 — Fritz Wunderlich, tenor alemão (m. 1966).
- 1932 — Clifton Williams, astronauta norte-americano (m. 1967).
- 1935 — Henning Enoksen, futebolista e treinador de futebol dinamarquês (m. 2016).
- 1936
  - Luis Fernando Verissimo, escritor e jornalista brasileiro.
  - Winnie Madikizela-Mandela, política sul-africana (m. 2018).
- 1937
  - Jerry Weintraub, ator, produtor e empresário norte-americano (m. 2015).
  - Marina Colasanti, escritora, contista, jornalista e tradutora ítalo-brasileira (m. 2025).
- 1939
  - Marcos Plonka, ator e empresário brasileiro (m. 2011).
  - Adelardo Rodríguez, ex-futebolista espanhol.
- 1940 — Cláudio Marzo, ator brasileiro (m. 2015).
- 1941 — Martine Beswick, atriz e ex-modelo britânica.
- 1943 — Tim Schenken, ex-automobilista australiano.
- 1944 — Helmut Bakaitis, ator polonês.
- 1945
  - Gal Costa, cantora brasileira (m. 2022).
  - Bryan Ferry, cantor e compositor britânico.
- 1946 — Mary Beth Hurt, atriz norte-americana.
- 1947
  - Richard Roth, ex-nadador norte-americano.
  - Lynn Anderson, cantora norte-americana (m. 2015).
- 1948
  - Olivia Newton-John, atriz e cantora britânica (m. 2022).
  - Maurizio Gucci, empresário italiano (m. 1995).
  - Vladimír Remek, astronauta, político e diplomata eslovaco.
- 1949 — Hana Mašková, patinadora artística tchecoslovaca (m. 1972).
- 1950
  - Danuț Grecu, ex-ginasta romeno.
  - Mohamed Tarabulsi, halterofilista libanês (m. 2002).

#### 1951–2000
- 1951
  - Eduardo Tornaghi, ator brasileiro.
  - Ronald DeFeo Jr., criminoso norte-americano (m. 2021).
- 1952 — George Wood, ex-futebolista britânico.
- 1954
  - Craig Chaquico, guitarrista norte-americano.
  - Sérgio Valle Duarte, artista e fotógrafo brasileiro.
- 1955 — Carlene Carter, cantora norte-americana.
- 1956 — Linda Hamilton, atriz norte-americana.
- 1957
  - Klaus Augenthaler, ex-futebolista e treinador de futebol alemão.
  - Dido Havenaar, ex-futebolista neerlando-japonês.
  - Luigi De Canio, ex-futebolista e treinador de futebol italiano.
- 1958 — Darby Crash, cantor norte-americano (m. 1980).
- 1959
  - Flávio Guarnieri, ator brasileiro (m. 2016).
  - Oscar Omar Aparicio Céspedes, arcebispo boliviano.
- 1960
  - Uwe Bein, ex-futebolista alemão.
  - Hamoud Al-Shemmari, ex-futebolista kuwaitiano.
- 1961
  - Ayan Sadakov, futebolista e treinador de futebol búlgaro (m. 2017).
  - Alexander Kellner, paleontólogo teuto-brasileiro.
- 1962 — Tracey Thorn, cantora e compositora britânica.
- 1963 — Lysette Anthony, atriz e produtora de cinema britânica.
- 1964
  - John Tempesta, músico norte-americano.
  - Nicki French, cantora e dançarina britânica.
  - Derek Ho, surfista norte-americano (m. 2020).
- 1965
  - Alexandra Lencastre, atriz portuguesa.
  - Petro Poroshenko, político ucraniano.
  - Marcelo Ferreira, velejador brasileiro.
- 1966 — Frankie Andreu, ex-ciclista norte-americano.
- 1967
  - Shannon Hoon, cantor, compositor e músico americano (m. 1995).
  - Cláudio Guadagno, ex-futebolista brasileiro.
  - Bruno Akrapović, ex-futebolista e treinador de futebol bósnio.
- 1968
  - Alexandra Marzo, atriz brasileira.
  - Jim Caviezel, ator norte-americano.
  - Darci Cavalo, futebolista brasileiro (m. 2018).
- 1969 — Dan Stulbach, ator brasileiro.
- 1970
  - Marco Etcheverry, ex-futebolista e treinador de futebol boliviano.
  - Pachequinho, ex-futebolista e treinador de futebol brasileiro.
  - Sergio Castillo, ex-futebolista argentino-boliviano.
- 1971 — Marcelino Elena, ex-futebolista espanhol.
- 1972
  - Mohamed Benouza, árbitro de futebol argelino.
  - Alfonso Pérez, ex-futebolista espanhol.
  - Beto O'Rourke, político e empresário norte-americano.
  - Paulo Rezzutti, escritor brasileiro.
- 1973
  - Leandro Hassum, ator e humorista brasileiro.
  - Dr. Luke, compositor, produtor musical e músico norte-americano.
  - Fábio Carille, ex-futebolista e treinador de futebol brasileiro.
- 1974
  - Gary Hall Jr., ex-nadador norte-americano.
  - Watkin Tudor Jones, rapper, compositor, ator, produtor e diretor de clipes sul-africano.
- 1976
  - Michael Ballack, ex-futebolista alemão.
  - Sami Vänskä, músico finlandês.
- 1978
  - Mārtiņš Rubenis, ex-piloto de luge letão.
  - Robert Cheruiyot, maratonista queniano.
- 1979
  - Vladimir Marín, ex-futebolista colombiano.
  - Taavi Rõivas, político e economista estoniano.
  - Félix Dja Ettien, ex-futebolista marfinense.
  - Vedran Zrnić, handebolista croata.
- 1980 — Patrick Friesacher, ex-automobilista austríaco.
- 1981
  - Serena Williams, ex-tenista norte-americana.
  - Christina Milian, atriz e cantora norte-americana.
  - Jaime Penedo, ex-futebolista panamenho.
  - Alaeddine Yahia, ex-futebolista tunisiano.
  - David Branch, lutador norte-americano de artes marciais mistas.
- 1982 — Marco Fortes, atleta português.
- 1983
  - Ricardo Quaresma, ex-futebolista português.
  - Archimede Morleo, ex-futebolista italiano.
- 1984
  - Frank Dancevic, ex-tenista canadense.
  - Ross Pearson, lutador britânico de artes marciais mistas.
  - Michele Polverino, ex-futebolista e treinador de futebol liechtensteinense.
- 1985
  - M. Pokora, cantor e produtor musical francês.
  - Valérie Bègue, modelo francesa.
  - Lenna Kuurmaa, cantora e atriz estoniana.
  - Talulah Riley, atriz britânica.
  - Senijad Ibričić, ex-futebolista bósnio.
- 1986
  - Santiago Ponzinibbio, lutador argentino de artes marciais mistas.
  - Yoon Shi-yoon, ator sul-coreano.
- 1987
  - Ashley Leggat, atriz canadense.
  - Filipe Catto, cantora, compositora, instrumentista, ilustradora e designer brasileira.
  - Zlatko Junuzović, ex-futebolista austríaco.
  - Hadi Choopan, fisiculturista iraniano.
- 1988
  - Kiira Korpi, ex-patinadora artística finlandesa.
  - Guillermo Burdisso, futebolista argentino.
  - Nelson Panciatici, automobilista francês.
  - James Blake, cantor, produtor musical e compositor britânico.
- 1989
  - Kieran Gibbs, ex-futebolista britânico.
  - Débora Lyra, modelo brasileira.
  - Idrissa Gueye, futebolista senegalês.
  - Emma Rigby, atriz britânica.
  - Ciaran Clark, futebolista irlandês.
  - Radik Isayev, taekwondista azeri.
- 1990
  - Adrien Petit, ciclista francês.
  - Michael Matthews, ciclista australiano.
  - Giulia Gorlero, ex-jogadora de polo aquático italiana.
  - Claudio Imhof, ciclista suíço.
- 1991 — Carl Fredrik Hagen, ciclista norueguês.
- 1992
  - Cristiano Piccini, futebolista italiano.
  - Valentin Prades, pentatleta francês.
- 1993
  - Michael Kidd-Gilchrist, jogador de basquete norte-americano.
  - Mariane Gaburro, futebolista ítalo-brasileira.
- 1994
  - Lucas Gafarot, futebolista espanhol.
  - Jack Conger, nadador norte-americano.
  - Marcell Jacobs, velocista e saltador ítalo-americano.
- 1996
  - Marina Sena, cantora, compositora e produtora musical brasileira.
  - Shake Milton, jogador de basquete norte-americano.
- 1998 — Igor Fraga, automobilista brasileiro.
- 1999 — Santiago Buitrago, ciclista colombiano.
- 2000 — Mattias Skjelmose Jensen, ciclista dinamarquês.

### Século XXI
- 2001
  - João Pedro Junqueira Jesus, futebolista brasileiro.
  - Wang Xinyu, tenista chinesa.
- 2002 — JP Rufino, ator brasileiro.
- 2004 — Dan Gore, futebolista inglês.

## Mortes

### Anterior ao século XIX
- 1241 — Fujiwara no Teika, poeta japonês (n. 1162).
- 1290 — Margarida da Escócia (n. 1283).
- 1381 — Alda d'Este, nobre italiana (n. 1333).
- 1413 — Estêvão III da Baviera (n. 1337).
- 1425 — Sofia da Baviera, rainha da Boêmia e Germânia (n. 1376).
- 1464 — Benedetto Accolti, jurisconsulto, humanista e historiador italiano (n. 1415).

### Século XIX
- 1868 — August Ferdinand Möbius, matemático alemão (n. 1790).
- 1895 — Lahiri Mahasaya, yogue indiano (n. 1828).

### Século XX
- 1904 — Lafcádio Hearn, escritor japonês (n. 1850).
- 1936 — Crescencia Valls Espí, beata e mártir católica espanhola (n. 1863).
- 1952 — George Santayana, filósofo espanhol (n. 1863).
- 1976 — Leopold Ruzicka, químico suíço (n. 1887).
- 1978 — Karl Manne Georg Siegbahn, físico sueco (n. 1886).
- 1979 — John Cromwell, ator e cineasta estadunidense (n. 1887).
- 1990 — Lothar Collatz, matemático alemão (n. 1910).
- 1994 — Luís Fernando da Prússia (n. 1907).
- 1996
  - Geoffrey Wilkinson, químico britânico (n. 1921).
  - Nicu Ceaușescu, político romeno (n. 1951).
- 2000 — Baden Powell, violonista brasileiro (n. 1937).

### Século XXI
- 2001 — Walter Avancini, escritor e diretor de telenovelas brasileiro (n. 1935).
- 2003
  - Robert Palmer, cantor, compositor, instrumentista e produtor musical britânico (n. 1949).
  - Shawn Lane, guitarrista e multi-instrumentista de jazz norte-americano (n. 1963).
- 2007
  - Joaquim Magalhães Mota, político português (n. 1935).
  - Roberto Dias, futebolista brasileiro (n. 1943).
- 2008 — Paul Newman, ator estadunidense (n. 1925).
- 2010 — Gloria Stuart, atriz estadunidense (n. 1910).
- 2011 — Sergio Bonelli, roteirista e editor italiano (n. 1932).
- 2016 — Carmen Silva, cantora e compositora brasileira (n. 1945).
- 2019 — Jacques Chirac, político francês (n. 1932).
- 2020 — Jimmy Winston, músico britânico (n. 1945).
- 2024 — John Ashton, ator estadunidense (n. 1948).

## Feriados e eventos cíclicos

### Cristianismo
- Cipriano e Justina
- Cosme e Damião
- Crescencia Valls Espí
- Mártires canadenses
- Nilo, o Moço

### Brasil
- Dia Nacional dos Surdos
- Dia do Internacionalista

## Outros calendários
- No calendário romano era o 6.º dia (VI) antes das calendas de outubro.
- No calendário litúrgico tem a letra dominical C para o dia da semana.
- No calendário gregoriano a epacta do dia é xxviii.